# Episodi di SMILF (prima stagione)
La prima stagione della serie televisiva SMILF, composta da otto episodi, è stata trasmessa in prima visione assoluta negli Stati Uniti dal canale via cavo Showtime dal 5 novembre al 31 dicembre 2017.
In Italia la stagione viene interamente distribuita il 28 giugno 2018 su Sky Box Sets.
| n° | Titolo originale                                                  | Titolo italiano                                               | Prima TV USA     | Prima TV Italia |
| -- | ----------------------------------------------------------------- | ------------------------------------------------------------- | ---------------- | --------------- |
| 1  | A Box of Dunkies and Two Squirts of Maple Syrup                   | Una confezione di ciambelle e due spruzzi di sciroppo d'acero | 5 novembre 2017  | 28 giugno 2018  |
| 2  | 1,800 Filet-O-Fishes & One Small Diet Coke                        | Filet O-Fish e una diet coke piccola                          | 12 novembre 2017 | 28 giugno 2018  |
| 3  | Half a Sheet Cake & A Blue-Raspberry Slushie                      | Mezza torta e una granita di lamponi blu                      | 19 novembre 2017 | 28 giugno 2018  |
| 4  | Deep-Dish Pizza & A Shot of Holy Water                            | Pizza Chicago e una spruzzata di Acqua Santa                  | 26 novembre 2017 | 28 giugno 2018  |
| 5  | Run, Bridgette, Run or Forty-Eight Burnt Cupcakes & Graveyard Rum | Quarantotto cupcake bruciati e rum al cimitero                | 3 dicembre 2017  | 28 giugno 2018  |
| 6  | Chocolate Pudding & a Cooler of Gatorade                          | Un budino al cioccolato e una bottiglia di Gatorade           | 10 dicembre 2017 | 28 giugno 2018  |
| 7  | Family-Sized Popcorn & a Can of Wine                              | Una confezione di pop corn e una lattina di vino              | 17 dicembre 2017 | 28 giugno 2018  |
| 8  | Mark's Lunch & Two Cups of Coffee.                                | Pranzo da Mark e due tazze di caffè                           | 31 dicembre 2017 | 28 giugno 2018  |